# إلياس مسوح
إلياس خرفان مَسّوح (1933 - 22 ديسمبر 2007) شاعر وصحفي سوري. ولد في بلدة مرمريتا من محافظة حمص. درس حتى الثانويّة، ثم انصرف إلى العمل السياسي والأدبي، فعمل صحفيًا في مجلّات بيروت وصحفها مثل البناء والمجلة والحياة وغيرها، ثم انتقل إلى الكويت وحّرر في صحفها وعمل مديرًا لتحرير جريدة الرأي العام الكويتيّة، ثم عاد إلى دمشق، وعُيّن مساعدًا لمدير الوكالة السورية للأنباء مدّة، ثم مديرًا لمكتب مجلة العربي الكويتية في دمشق. من دواوينه الشعرية حنان يا أصدقائي 1968 وهمس الحبر وله سنوات الرياح: مقالات في السياسة 1988. 

## سيرته
ولد إلياس خرفان مَسّوح في مرمريتا سنة 1933 غربي حمص. درس حتى المرحلة الثانوية، ثم تداخلت عوامل مختلفة أدت إلى انصرافه إلى السياسة والصحافة. 

عمل صحفيًا في بيروت في صحف البناء والمجلة والحياة وملحق النهار وغيرها. انتقل إلى الكويت عام 1969 فعمل مديرًا لتحرير جريدة الرأي العام وكاتبًا لمقالاتها الافتتاحية حتى 1985 حيث عاد إلى دمشق. عمل مديرًا عامًا مساعدًا لوكالة الأنباء السورية، وعاد مرة أخرى إلى الكويت مطلع عام 1990 فعمل مديرًا لتحرير الرأي العام أيضًا حتى مطلع أغسطس 1990. 

عاد إلى دمشق ليعمل مديرًا لمكتب جريدة صوت الكويت حتى إغلاقها أواخر عام 1922، حيث تحول للعمل مديرًا لمكتب مجلة العربي الكويتية فيها.

كان عضوًا في اتحاد الصحفيين واتحاد الكتاب العرب. 

توفي إلياس مسوح في مسقط رأسه في 22 ديسمبر 2007. 

## مؤلفاته
من دواوينه الشعرية:
- حنان يا أصدقائي، 1968
- سنوات الرياح، 1988
- همس الحبر، مخطوط